# バナナポカ

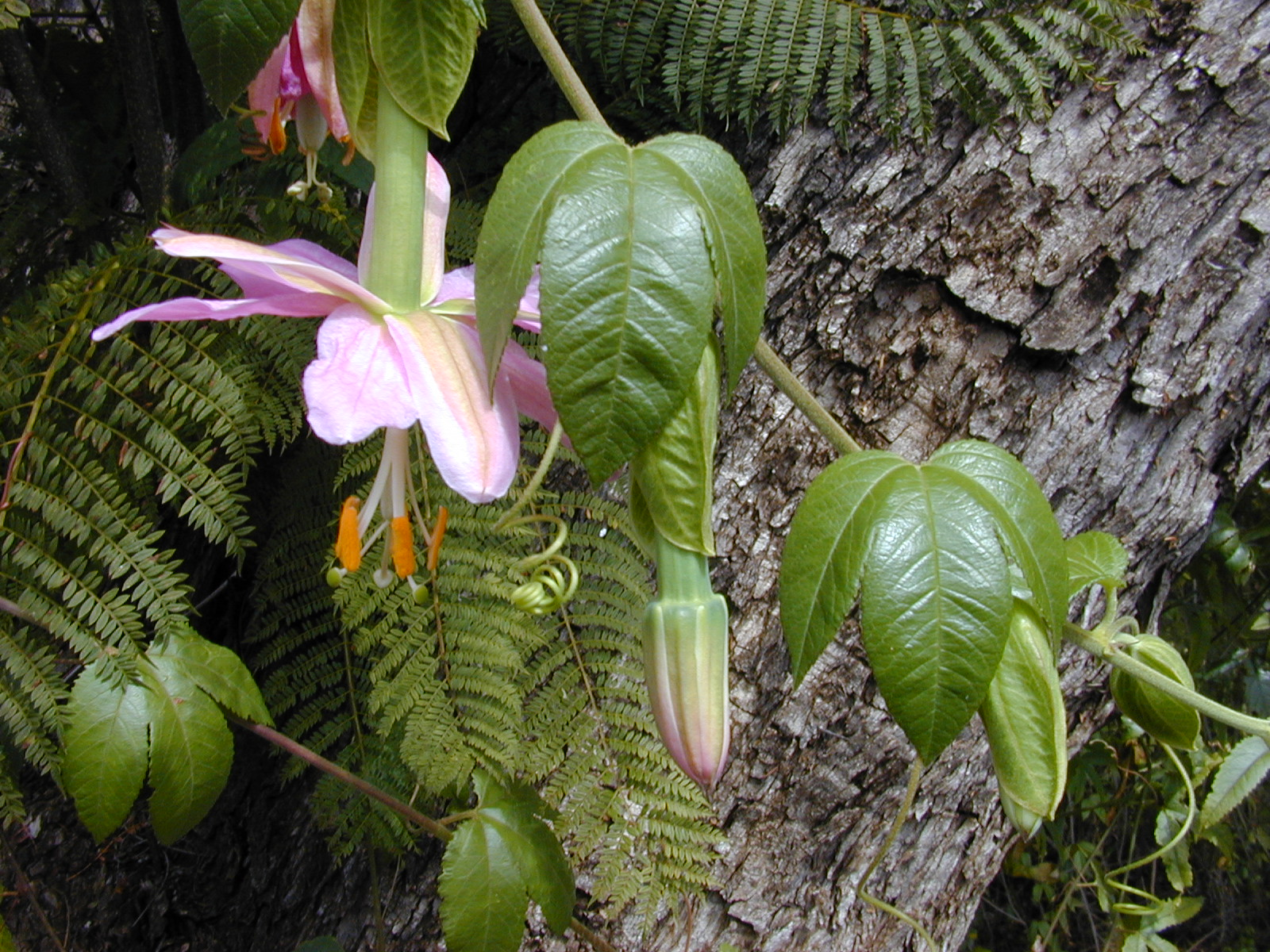
バナナポカの花

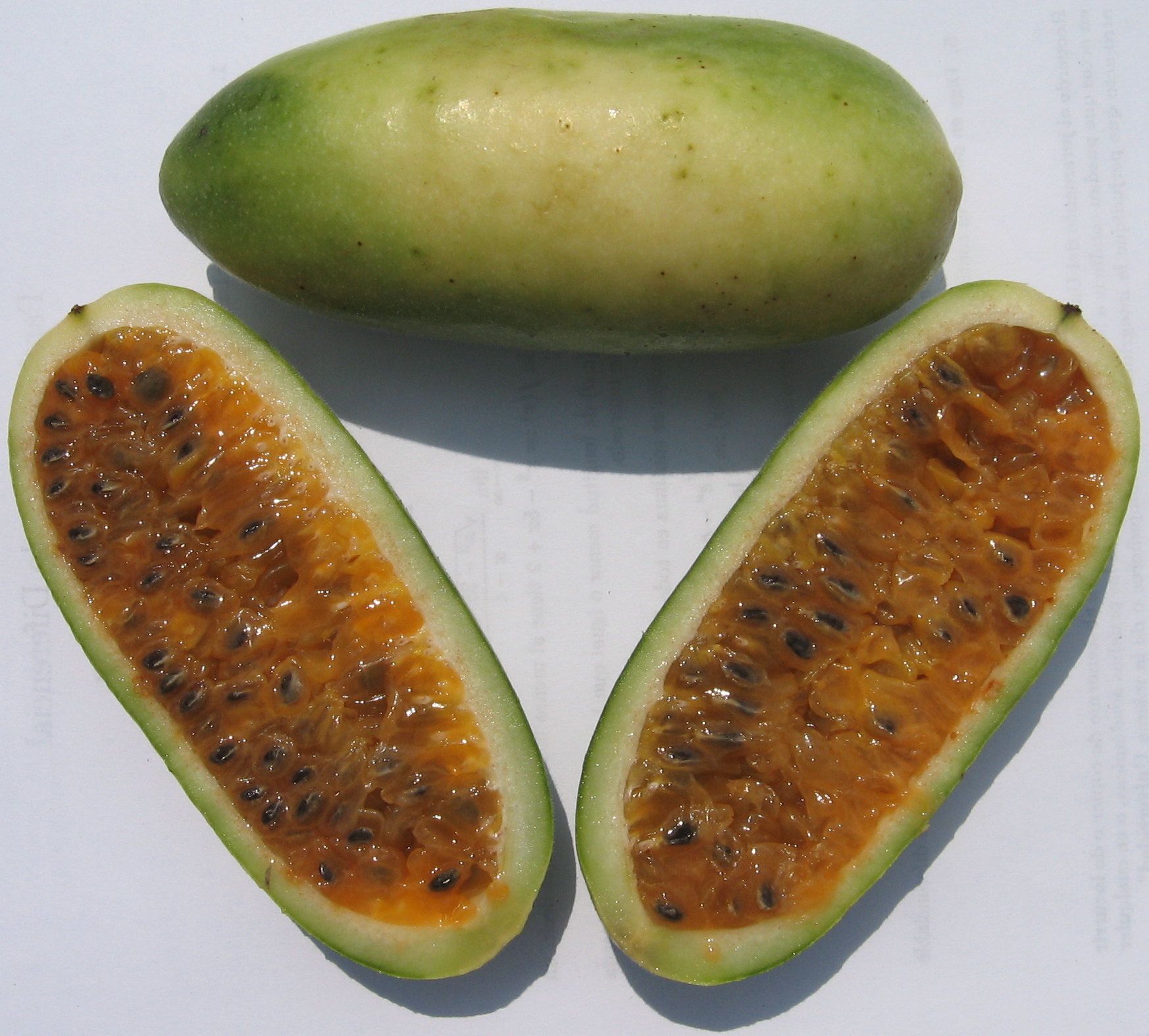
バナナポカの実

バナナポカ（英文：Banana poka）は学名Passiflora tarminiana で、南アメリカの高地の原産で、トケイソウ科パッションフルーツの一種である。
バナナポカは美しいピンクの花を付け、実は甘い実を付けるので、鳥や動物に種が運ばれて、爆発的に増え、そのつるで他の植物を枯らすので、ハワイ、ニュージーランド、東アフリカなどで、在来種を脅かす外来種としてさまざまな対策が講じられている。 

## 参照
1. ↑   ハワイの植物・バナナポカ
2. ↑   ハワイの有害植物